# Ревна
Ре́вна — річка в Брянській області Росії та Чернігівській області України, ліва притока річки Снов басейну Дніпра. 

## Характеристики
Довжина річки становить 81 км, площа басейну — 1 660 км², ширина русла 5—40 м. 
Долина річки трапецієвидна, довжиною до 4 км (у середній течії). Заплава двостороння, шириною від 300-400 м. у верхів'ї до 2-2,5 км у нижній течії, подекуди виявлена надзаплпвна тераса. Русло звивисте, має ширину від 5-8 м. до 20-40 і більше м. Глибина в межень від 0,35 до 3,5 м. Похил річки - 0,63 м/км. 
Живлення снігове і грунтове, замерзає у другій половині листопада, скресає у середині березня. Воду використовують для господарсько-побутових потреб.

## Населені пункти
На річці розташовані населені пункти:
- Росія — села Буда-Понурівська, Понурівка, Дем'янки, Азарівка;
- Україна — місто Семенівка, села Леонівка, Архипівка, Грем'ячка, Залізний Міст, Кривуша, Хандобоківка, Орликівка, Баранівка.

## Притоки
- ліві —  Гаркавка, Устіж, Ірванець, Слот.

В'юнище - річка у Росії, в Погарському й Стародубському районах Брянській області. Бере початок на північному сході від Борбино. Тече переважно на південний захід і на північно-східній околиці Азаровки впадає у Ревну..
- права — Дрестна.